# باك شو
باك شو (بالإنجليزية: Buck Shaw)‏ هو لاعب كرة قدم أمريكية أمريكي، ولد في 28 مارس 1899 في ميتشلفيل في الولايات المتحدة، وتوفي في 19 مارس 1977.

## وصلات خارجية
- باك شو على موقع قاعة آيوا للمشاهير الرياضية (الإنجليزية)